# Friuli Latisana Merlot
Le Friuli Latisana Merlot est un vin rouge italien de la région Frioul-Vénétie Julienne doté d'une appellation DOC depuis le 19 mai 1975. Seuls ont droit à la DOC les vins rouges récoltés à l'intérieur de l'aire de production définie par le décret. Les vignobles autorisés se situent en provinces de Pordenone et d'Udine dans les communes de Castions di Strada, Latisana, Lignano Sabbiadoro, Muzzana del Turgnano, Morsano al Tagliamento, Palazzolo dello Stella, Pocenia, Precenicco, Rivignano, Ronchis, Teor et Varmo.
Le Friuli Latisana Merlot répond à un cahier des charges moins exigeant que le Friuli Latisana Merlot riserva et le Friuli Latisana Merlot superiore

## Caractéristiques organoleptiques
- couleur : rouge rubis plus ou moins intense
- odeur : vineux, harmonique, caractéristique
- saveur : sec, plein, harmonique,

Le Friuli Latisana Merlot se déguste à une température de 14 à 16 °C et il se gardera 1 – 3 ans.

## Production
Province, saison, volume en hectolitres :
- Udine (1990/91) 2376,63
- Udine (1991/92) 2547,44
- Udine (1992/93) 3814,58
- Udine (1993/94) 4396,42
- Udine (1994/95) 2987,74
- Udine (1995/96) 3147,27
- Udine (1996/97) 4019,96